# Marçay (Vienne)
 Marçay  es una población y comuna francesa, situada en la región de Poitou-Charentes, departamento de Vienne, en el distrito de Poitiers y cantón de Vivonne.

## Demografía
| 581 | 539 | 556 | 591 | 602 | 695 |
| Para los censos de 1962 a 1999 la población legal corresponde a la población sin duplicidades (Fuente: INSEE [Consultar]) |     |     |     |     |     |